# John Marascalco
John Marascalco, född John S. Marascalso, 27 mars 1931, död 5 juli 2020, var en amerikansk låtskrivare, mest kända för sina samarbeten med Robert "Bumps" Blackwell. Marascalco hade ett finger med i några av de stora R&B och rock and roll hits på 1950-talet och 1960-talet.
Tillsammans med Blackwell, skrev han låten "Good Golly Miss Molly", som gjorts känd av Little Richard, liksom "Ready Teddy". För Little Richard var han även med och skrev "Heeby-Jeebies", "She's Got It", "Rip It Up" och "Groovy Little Suzy". Han var också med och skrivit låten "Goodnight My Love" med George Motola.